# Fleskhus Station
Fleskhus Station (Fleskhus stoppested) var en jernbanestation på Nordlandsbanen, der lå i Verdal kommune i Norge.
Stationen blev oprettet som holdeplads 10. april 1913. Den blev nedgraderet til trinbræt 1. juni 1958. Betjeningen med persontog blev indstillet 23. maj 1993, og 1. september 1993 blev stationen nedlagt. Små to år efter, 28. maj 1995, blev den imidlertid genoprettet som trinbræt. Betjeningen med persontog blev indstillet igen 11. juni 2000, og 12. december 2010 blev stationen nedlagt for anden gang.
Stationsbygningen blev opført i 1916 efter tegninger af NSB Arkitektkontor. Den blev revet ned i 1960. Fra 1914 til 1959 havde savværket Trones bruk sidespor fra stationen.